# سیارک ۲۱۴۵۹
سیارک ۲۱۴۵۹ (به انگلیسی: 21459 Chrisrussell، نامگذاری:1998HS51) بیست و یک هزار و چهارصد و پنجاه و نهمین سیارک کشف شده‌است که در ۳۰ آوریل ۱۹۹۸ کشف شد.
قدر مطلق سیارک برابر ۱۷.۰ است.